# Merophysia lusitanica
Merophysia lusitanica is een keversoort uit de familie zwamkevers (Endomychidae). De wetenschappelijke naam van de soort werd in 1913 gepubliceerd door Edmund Reitter.